# 山本幹男
山本 幹男（やまもと みきお、1944年（昭和19年）7月 - ）は、日本の科学者（原子分子、放射線、核医学、医用画像、画像自動認識、生体情報イメージング、生命情報、潜在能力、健康増進、予防医学、未病医学、統合医療、代替医療、ホリスティック(全人的)医学、ピラミッド機能、平和幸福・理念政策、等　の分野の科学研究者）。
博士(医学）（国立 東北大学）、博士(工学）（国立  電気通信大学）。  千葉市稲毛区在住。

## 人物・来歴
博士(医学) (国立 東北大学 より授与)、博士(工学) (国立 電気通信大学 より授与)。
東京理科大学理学部、東京工業大学原子炉工学研究所、上智大学大学院理工学研究科、にて研究。
1971年より科学技術庁(その後、文部科学省、独立行政法人 等と変遷） 放射線医学総合研究所(放医研,NIRS)にて国家公務員研究者として2005年の定年退官まで34年勤続研究（総理府技官(研究職)、主任研究官、研究室長、上席研究員、等を歴任）。
放医研在職中の1980-82年、米国 セントルイス市在 ワシントン大学にて  連続約2年間滞在研究 (1年目 日本国原子力留学制度、2年目 ワシントン大学が雇用）。
放医研在職中、東北大学医学部・医学研究科（元：講師）、千葉大学大学院理学研究科後期博士課程（元：客員助教授）、東京大学理学部（元：特別講師）、東邦大学理学部(元：客員教授等)　を併任 歴任し、特別講義や研究指導。
1993年より、科学技術庁 放射線医学総合研究所(放医研、NIRS)にて、原理が現代科学でも全く解明されておらず、科学者として最も不思議な ｢潜在能力の科学｣の 実験的実在実証と原理解明 の研究を開始。
1995年より、放医研にて当時の大型国家予算を8年間獲得し続け、｢潜在能力の科学｣研究を世界最大規模の20人程のグループを主宰しプロジェクト研究として継続。気功・テレパシー・ヒーリングなどの現象に暗示以外の現象の存在を科学データーにて統計的に立証した。
1995年に、「潜在能力」等の専門国際学会、国際生命情報科学会(ISLIS,イスリス)を創立、現在まで 理事長(元 会長)・編集委員長。　　　2025年には、ISLIS 創立30周年記念行事として、第59回と60回の「生命情報科学シンポジウム」を主催。
1996年より、超党派 国会議員連盟 人間サイエンスの会（NS）（目的：「潜在能力の科学」の推進・普及、3.11後「地球の未来」も付加） の創立に参画・初代世話人代表（2014年6月21日辞任し、副代表に譲った）。
1997年　超党派 国会議員連盟 人間サイエンスの会（NS）主催の　国会議員会館での講演会の第1回の講師を務め、その後約18年間　173回の講演会の講師の選定・事前受付・当日受付・会場設営等を世話人代表等として20人程の世話人やボランティアスタッフと共に実施。　　　この会の会員から、首相１名、大臣15ポスト程、副大臣・政務官格30ポスト程を現在までに輩出した。
1998年より、「いやしのビル」企画委員長として、構想を公開し、実現を推進。
2001年、NPO法人 国際総合研究機構(IRI)を創立、現在 理事長等。
2005年に、放射線医学総合研究所(NIRS) 34年間勤続 国家公務員 60歳定年退官後は、2001年に創立しておいた、
近くの 国際総合研究機構 (IRI)(千葉市稲毛区） に研究室を移し、研究や研究指導、研究分野普及・推進等を理事長等として現在迄継続している。
2018年に、科学平和文化財団 一般財団法人 を設立、現在まで　理事長。
2018年より、(仮称）IRI-「潜在能力科学研究所」創立責任者。
2018年より、新本部ビル構想を推進、研究所と共に「いやしのビル」の実現も目指す。
原子物理学、放射線科学、核医学、医学物理学、医用画像科学、画像自動認識科学、生体情報イメージング科学、生命情報科学、潜在能力科学、健康増進、相補代替医療学、統合医療学、ホリスティック(全人的)医学、ピラミッド機能  等の分野にて幾多の研究成果を挙げ、研究論文・研究発表は500件以上、特許取得も国際特許を含め10件を越す（既に特許有効期限切れを含む）。
科学技術庁長官業績表彰や学会などからの表彰も多い(表彰の項参照）。
趣味：　乗馬(馬術1級）、卓球、テニス、スキー、山、　パラグライダー・ウィンドサーフィンはリタイヤ。　酒を少し飲みながら科学・潜在能力・哲学・文化・環境・平和・幸福・人生・経済・政治などの議論。　建築プラン創り、　物創り。　碁。
注：上記の放医研は、山本幹男退官後、国立研究開発法人 量子科学技術研究開発機構 量子生命・医学部門　と改名され、その中に、量子生命科学研究所、量子医科学研究所、放射線医学研究所、QST病院、の４つの名称に分割された。約60年間の伝統ある「放射線医学総合研究所」の名称はこの時消滅し、総合 が抜けた「放射線医学研究所」の名称が残った。

## 研究と周辺 略歴
大学では理論量子物理学、大学院では実験原子物理学（電子衝撃による原子分子のエネルギーレベルの研究）を専攻。
1968年から東京工業大学原子炉工学研究所にて放射線物理学を研究。
1971年に、科学技術庁 放射線医学総合研究所 物理研究部 に研究員（総理府技官,研究職）として入所。
放射線や放射能の位置を知るための、位置検出GM管や位置検出2次元比例計数管の独創的方法による研究開発に成功。
日本初の核医学診断装置PET（ペット: PET：Positron Emission Tomography: 陽電子放出断層撮影装置）の独創的方法による研究開発に成功。
1980年から約2年間、米国 セントルイス市 在 ワシントン大学 にて研究。世界初の飛行時間差方式 (TOF) のPET (TOF-PET) の研究開発に成功。現在はこの方式が40年を経て世界のPETの主流となっている。
1982年から帰国後も 放射線医学総合研究所にて、生体情報イメージング法の研究に従事。簡易型TOF-PETの独創的方法による研究開発に成功。放射線による染色体異常の自動高速計測装置の独創的方法による研究開発に成功。X線CT像からの肺がんの自動抽出法の独創的方法による研究開発に成功。がん治療などの重粒子線の原子間力顕微鏡を用いた個々の粒子の可視化などに成功。
1993年より、科学技術庁 放射線医学総合研究所(NIRS)にて、｢潜在能力の科学｣ の研究を開始。
1995年より、NIRSにて当時として大型国家予算を8年間獲得し続け、｢潜在能力の科学｣研究を世界最大規模の20人程のグループを主宰しプロジェクト研究として継続。気功・テレパシー・ヒーリングなどの現象に暗示以外の現象の存在を科学データーにて統計的に立証した。
1995年に、「潜在能力」の専門国際学会、国際生命情報科学会(ISLIS)を創立、現在まで 理事長(元 会長)・編集委員長
1996年より、超党派 国会議員連盟 人間サイエンスの会（NS） の創立に参画・初代世話人代表（2014年6月21日辞任し、副代表に譲った）。
1997年　国会議員会館での講演会の第1回の講師を務め、その後約18年間　173回の講演会の講師の選定・事前受付・当日受付・会場設営等を世話人代表等として20人程の世話人やボランティアスタッフと共に実施。
1998年より、「いやしのビル」企画委員長として、構想を公開し、実現を推進。
2001年、NPO法人 国際総合研究機構(IRI)を創立、現在 理事長等。
2005年3月、放射線医学総合研究所(NIRS)を34年勤続60歳定年退官。
2005年4月より、近くのNPO 国際総合研究機構 (IRI)に研究室を移し、「潜在能力の科学」などの研究と推進・普及活動等を、理事長等として現在迄継続している。
2018年に、科学平和文化財団 一般財団法人 を設立、理事長。
2018年より、(仮称）IRI-「潜在能力科学研究所」創立責任者。
2018年より、新本部ビル構想を推進、研究所と共に「いやしのビル」の実現も目指す。

## 現在の主な肩書
- 愛理IRI Group 理事長
- 科学平和文化財団（SPC-F)　理事長
- 国際総合研究機構 (愛理IRI) 理事長
  - IRI 情報研究センター長
    - IRI-College 学長
    - IRI-「いやしのビル」企画委員長
    - IRI 幸福社会研究所 創立者・初代所長（2014年6月21日辞任し、他に譲った）
    - (仮称）IRI-「潜在能力科学研究所」　創立責任者
- 国際生命情報科学会 (ISLIS) - 理事長（元：会長）、編集委員長、本部長、大会長
  - International Journal of Life Information Science 編集委員長
  - 単行本「潜在能力の科学Ⅱ」編集委員長
- 博慈会 老人病研究所 客員研究員

## 表彰
- 1982年 - 科学技術庁長官 注目発明選定証（ポジトロンCT=PET）
- 1991年 - 科学技術庁長官 20年勤続精励表彰
- 1994年 - 科学技術庁長官 業績表彰（生体情報イメージングの研究）
- 1996年 - 日本医用画像工学会 (JAMIT) 功労賞（永年：編集委員長・常任幹事）
- 2001年 - 独立行政法人 放射線医学総合研究所理事長 30年勤続精励表彰
- 2002年 - 国際生命情報科学会 (ISLIS) 奨励発表賞（脳波と心電の相関）
- 2003年 - 国際生命情報科学会 (ISLIS) 優秀論文賞（近赤外光による脳機能）
- 2005年 - 財団法人博滋会　老人病研究所 優秀論文賞（脳ヘモグロビン濃度と呼吸）
- 2005年 - 国際生命情報科学会 (ISLIS) 功労賞（創設･推進、永年：理事長･編集委員長）
- 2005年 - 国際生命情報科学会 (ISLIS) 奨励発表賞（推測と脳血流）
- 2007年 - 世界気功フォーラム2007実行委員会 最優秀論文賞（生物フォトン）
- 2008年 - 国際生命情報科学会 (ISLIS) 優秀論文賞（生物フォトン）
- 2010年 - 国際生命情報科学会 (ISLIS) 奨励発表賞（瞳孔動態反応）
- 2019年 - 国際生命情報科学会 (ISLIS) 優秀論文賞（ピラミッド型構造物と潜在意識）

## 活動

### 国際学会
- International Society of Life Information Science（ISLIS、国際生命情報科学会） - 理事長（元会長）・編集委員長・大会長・本部長
- Journal of International Society of Life Information Science - 編集委員長
- 元　国際医療画像処理学会 -科学委員
- 元　国際タイムオブフライトPET会議（米国　セントルイス） - 主催員
- 元　国際医学物理・工学会シンポジウム - 組織委員
- 元　国際染色体自動解析シンポジウム - 主催員
- 元　中国気功科学学会（中国） - 大会役員
- 元　世界医学気功学会（中国） - 大会役員
- 元　「こころと体の不思議」国際フォーラム - コーディネータ
- 元　「潜在能力の科学」国際フォーラム - コーディネータ
- 元　ヒーリングの科学国際会議（ハワイ） - アジア組織員
- 元　「こころと体の科学」国際会議（韓国　ソウル） - 副大会長

### 国内学会
- 日本統合医療学会(IMJ) - 設立発起人、（元：理事・評議員・代議員）、100人委員
- 元　日本電気学会 放射線計測専門委員会 - 専門委員
- 元　日本医用画像工学会 (JAMIT) - 常任幹事・編集委員長
- 元　日本核医学会 編集委員会 - 委員、プログラム委員
- 元　画像コンファレンス - 実行委員
- 元　画像自動認識研究会 - 会長
- 元　粒子線効果微細イメージング解析研究会 - 会長
- 元　日本電子情報通信学会 医用画像研究専門委員会 - 顧問
- 元　日本電子通信情報学会　論文誌特集号 - 編集委員
- 元　日本医学放射線学会　物理部会　国際交流委員会 - 委員
- 元　科学技術振興事業団主催、異分野研究者交流フォーラム「心と精神の関与する科学技術」 - コーディネータ
- 元　日本医学物理学会 - 国際交流委員
- 元　日本バイオイメージング学会 - 評議員
- 元　日本相補代替伝統医療連合会 (JACT) - 設立発起人・理事
- 元　日本統合医療学会 (JIM) - 設立発起人・評議員
- 元　人体科学会 - 理事